# Vilseledning
Vilseledning är handlingen att övertyga en eller flera mottagare om osann information. Personen som skapar vilseledningen vet att den är falsk, medan mottagaren av budskapet tenderar att tro på det (även om det inte alltid är fallet). Det görs ofta för personlig vinning eller fördel. Vilseledning kan inbegripa fördunkling och propaganda, samt användas som avledningsmanöver för att kamouflera eller för att dölja något. Handlingen att vilseleda kan ta olika former och därför också benämnas med olika begrepp, såsom förförelse, bedrägeri, bluff, list eller undanflykt.
Att vilseleda annan är en stor relationsöverträdelse som ofta leder till känslor av svek och misstro, då det bryter mot relationsregler och därför anses vara ett brott mot förväntningar. De flesta förväntar sig att vänner, relationspartners och till och med främlingar ska vara sanningsenliga för det mesta. Om människor förväntade sig att de flesta samtal skulle vara osanna, skulle det kräva avledning och vilseledning för att erhålla tillförlitlig information. En betydande mängd vilseledning sker mellan vissa romantiska och relationella partners.
Bedrägeri och oärlighet kan också utgöra grund för civilrättsliga tvister. Enligt svenska Avtalslagen (AvtL 1915:218) 28-38 §§ om rättshandlingars ogiltighet anges svikligt förledande (bedrägligt beteende) som en grund för att ogiltigförklara avtal. Bedrägeri och oärlighet kan även leda till brottsåtal för bedrägeri. Det utgör också en vital del av psykologisk krigföring inom förnekelse och vilseledning.